# نشانه چهار (فیلم ۱۹۳۲)
نشانه چهار (انگلیسی: The Sign of Four) یک فیلم است که در سال ۱۹۳۲ منتشر شد. از بازیگران آن می‌توان به ایان هانتر، چارلز فارل، و میلز مالسون اشاره کرد.